# Михайловка (Машевский район)
Михайловка (укр. Михайлівка) — село,
Михайловский сельский совет,
Машевский район,
Полтавская область,
Украина.
Код КОАТУУ — 5323083801. Население по переписи 2001 года составляло 1264 человека.
Является административным центром Михайловского сельского совета, в который, кроме того, входят сёла
Жирковка,
Любимовка и
Первомайское.

## Географическое положение
Село Михайловка находится на берегах реки Липянка,
выше по течению примыкает село Красногорка,
ниже по течению примыкает село Жирковка.
На реке несколько запруд.

## История
- 1902 — село Милорадовка переименовано в село Михайловка.

## Экономика
- Молочно-товарная ферма.
- ООО «Востокстройгаз».

## Объекты социальной сферы
- Школа.
- Дом культуры.
- Детский сад.